# BUD23
BUD23 (англ. BUD23, rRNA methyltransferase and ribosome maturation factor) – білок, який кодується однойменним геном, розташованим у людей на короткому плечі 7-ї хромосоми. Довжина поліпептидного ланцюга білка становить 281 амінокислот, а молекулярна маса — 31 880.
| 10         |  | 20         |  | 30         |  | 40         |  | 50         |
| ---------- |  | ---------- |  | ---------- |  | ---------- |  | ---------- |
| MASRGRRPEH |  | GGPPELFYDE |  | TEARKYVRNS |  | RMIDIQTRMA |  | GRALELLYLP |
| ENKPCYLLDI |  | GCGTGLSGSY |  | LSDEGHYWVG |  | LDISPAMLDE |  | AVDREIEGDL |
| LLGDMGQGIP |  | FKPGTFDGCI |  | SISAVQWLCN |  | ANKKSENPAK |  | RLYCFFASLF |
| SVLVRGSRAV |  | LQLYPENSEQ |  | LELITTQATK |  | AGFSGGMVVD |  | YPNSAKAKKF |
| YLCLFSGPST |  | FIPEGLSENQ |  | DEVEPRESVF |  | TNERFPLRMS |  | RRGMVRKSRA |
| WVLEKKERHR |  | RQGREVRPDT |  | QYTGRKRKPR |  | F          |  |            |

A: Аланін

C: Цистеїн

D: Аспарагінова кислота

E: Глутамінова кислота

F: Фенілаланін

G: Гліцин

H: Гістидин

I: Ізолейцин

K: Лізин

L: Лейцин

M: Метіонін

N: Аспарагін

P: Пролін

Q: Глутамін

R: Аргінін

S: Серин

T: Треонін

V: Валін

W: Триптофан

Кодований геном білок за функціями належить до трансфераз, регуляторів хроматину, метилтрансфераз, фосфопротеїнів. 
Задіяний у таких біологічних процесах, як транскрипція, регуляція транскрипції, процесінг рРНК, біогенез рибосом, альтернативний сплайсинг. 
Білок має сайт для зв'язування з S-аденозил-L-метіоніном. 
Локалізований у цитоплазмі, ядрі.